# Wilderness (série de televisão)
Wilderness é uma minissérie britânica de suspense psicológico produzida para Amazon Prime Video baseada no romance homônimo de B. E. Jones. É estrelado por Jenna Coleman, Oliver Jackson-Cohen e Ashley Benson. Foi lançado em 15 de setembro de 2023.

## Sinopse
Liv Taylor e Will Taylor são um jovem casal britânico cujo casamento é abalado quando Liv vê uma mensagem no telefone de Will revelando que ele está tendo um caso com uma colega de trabalho. A repulsa rapidamente se transforma em fúria e vingança.

## Elenco
- Jenna Coleman como Liv Taylor
- Oliver Jackson-Cohen como Will Taylor
- Ashley Benson como Cara Parker
- Morgana Van Peebles como Ash
- Claire Rushbrook como Caryl
- Talia Balsam como Bonnie
- Eric Balfour as Garth
- Marsha Stephanie Blake como Detetive Rawlings
- Jonathan Keltz como Detetive Wiseman

## Produção
A série foi adaptada para a televisão por Marnie Dickens, baseada no livro Wilderness de 2017, de BE Jones. O diretor So Yong Kim foi produtor executivo ao lado de Dickens e Elizabeth Kilgarriff através da Firebird Pictures. Filmado principalmente em Vancouver, a produção começou em abril de 2022, com filmagens também agendadas para Calgary, no Banff Springs Hotel, e mudança em setembro para Las Vegas, Grand Canyon e Nova York; filmagens adicionais ocorreram no Reino Unido. 
Jenna Coleman e Oliver Jackson-Cohen foram anunciadas como protagonistas da série em junho de 2022. Em julho de 2022, Ashley Benson, Eric Balfour, Marsha Stephanie Blake e Morgana Van Peebles foram anunciados ao elenco.

## Lançamento
Um trailer foi lançado em 23 de agosto de 2023, apresentando a nova versão regravada de "Look What You Made Me Do" de Taylor Swift. A música também toca durante os créditos de abertura. A série estreou em 15 de setembro de 2023 no Prime Video.